# Вардак
Вардак е провинция в централен Афганистан с площ 8938 km² и население 506 300 души (2006). Административен център е град Майданшарх.

## Административно деление
Провинцията се поделя на 8 общини.
Източници
1. ↑  Estimated Population of Afghanistan 2020-21 //   (на арабски)